# Grady Sutton
Pour les articles homonymes, voir Sutton.

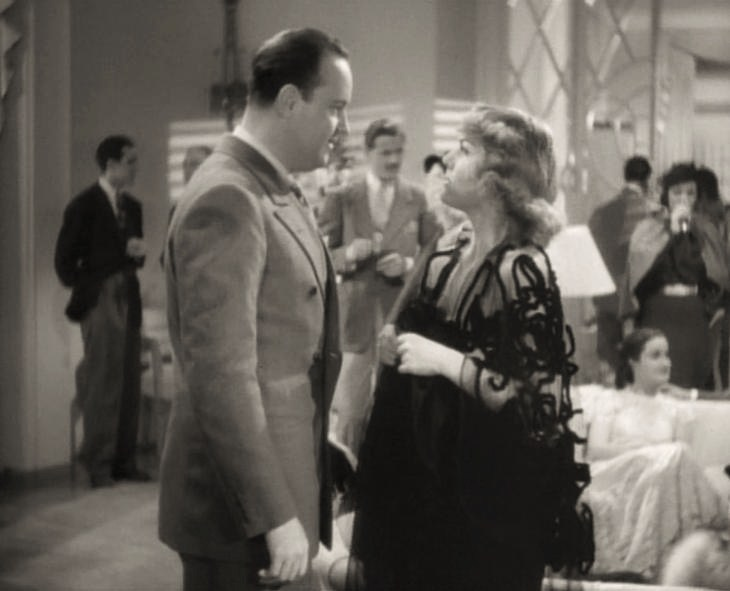
Avec Carole Lombard, dans Mon homme Godfrey (1936)

Grady (Harwell) Sutton est un acteur américain, né le 5 avril 1906 à Chattanooga (Tennessee), mort le 17 septembre 1995 à Los Angeles — Quartier de Woodland Hills (Californie).

## Biographie
Grady Sutton débute au cinéma dans six films muets (des petits rôles non crédités) sortis en 1925 et 1926, dont Vive le sport de Fred C. Newmeyer et Sam Taylor (1925, avec Harold Lloyd). Puis il contribue à deux-cent-un autres films américains entre 1929 et 1979, comme second rôle de caractère (parfois non crédité).
Mentionnons Désirs secrets de George Stevens (1935, avec Katharine Hepburn et Fred MacMurray), Mines de rien d'Edward F. Cline (1940, avec W. C. Fields et Cora Witherspoon), Escale à Hollywood de George Sidney (1945, avec Frank Sinatra, Kathryn Grayson et Gene Kelly), ainsi que les westerns Quatre du Texas de Robert Aldrich (1963, avec Frank Sinatra et Dean Martin) et Tueur malgré lui de Burt Kennedy (son avant-dernier film, 1971, avec James Garner et Suzanne Pleshette).
Pour la télévision, Grady Sutton collabore à un téléfilm (un western diffusé en 1968) et à vingt-cinq séries de 1951 à 1974, dont Rawhide (un épisode, 1961), Batman (un épisode, 1967) et Hawaï police d'État (un épisode, 1972). 

## Filmographie partielle

### Au cinéma
- 1925 : Vive le sport (The Freshman) de Fred C. Newmeyer et Sam Taylor
- 1926 : Tom, champion du stade (Brown of Harvard) de Jack Conway
- 1929 : L'Étudiant (The Sophomore) de Leo McCarey
- 1930 : Bigger and Better d'Edgar Kennedy
- 1932 : Hot Saturday de William A. Seiter
- 1932 : Les Sans-soucis (Pack Up Your Troubles) de George Marshall et Ray McCarey
- 1932 : This Reckless Age de Frank Tuttle
- 1932 : Silence, on tourne ! (Movie Crazy) de Clyde Bruckman et Harold Lloyd
- 1933 : Une nuit seulement (Only Yesterday) de John M. Stahl
- 1933 : The Pharmacist
- 1933 : Les Gaietés du collège (The Sweetheart of Sigma Chi) d'Edwin L. Marin
- 1934 : Bachelor Bait (en) de George Stevens
- 1935 : Les Joies de la famille (Man on the Flying Trapeze) de Clyde Bruckman
- 1935 : Désirs secrets (Alice Adams) de George Stevens
- 1936 : Mon homme Godfrey (My Man Godfrey) de Gregory La Cava
- 1937 : Pension d'artistes (Stage Door) de Gregory La Cava
- 1937 : Behind the Mike de Sidney Salkow
- 1937 : L'Amour à Waikiki (Waikiki Wedding) de Frank Tuttle
- 1937 : On a volé cent mille dollars (We Have Our Moments) d'Alfred L. Werker
- 1938 : Vacances payées (Having Wonderful Time) d'Alfred Santell
- 1938 : Miss Manton est folle (The Mad Miss Manton) de Leigh Jason
- 1938 : Mariage incognito (Vivacious Lady) de George Stevens
- 1938 : Une enfant terrible (Hard to Get) de Ray Enright
- 1939 : Le monde est merveilleux (It's a Wonderful World) de W. S. Van Dyke
- 1940 : Et l'amour vint... (He Stayed for Breakfast) d'Alexander Hall
- 1940 : Torrid Zone de William Keighley
- 1940 : Mines de rien (The Bank Dick) d'Edward F. Cline
- 1941 : J'épouse ma femme (Bedtime Story) d'Alexander Hall
- 1941 : Espions volants (Flying Blind) réalisé par Frank McDonald
- 1941 : She knew all the Answers de Richard Wallace
- 1941 : Hurry, Charlie, Hurry de Charles E. Roberts
- 1942 : Les Amours de Marthe (The Affairs of Martha) de Jules Dassin
- 1943 : La Fille et son cow-boy (A Lady takes a Chance) de William A. Seiter
- 1944 : Casanova le petit (Casanova Brown) de Sam Wood
- 1944 : The Great Moment de Preston Sturges
- 1944 : Crime au pensionnat (Nine Girls) de Leigh Jason
- 1945 : Escale à Hollywood (Anchors Aweigh) de George Sidney
- 1945 : Capitaine Eddie (Captain Eddie) de Lloyd Bacon
- 1945 : Pillow to Post de Vincent Sherman
- 1945 : Scandale à la cour (A Royal Scandal) d'Ernst Lubitsch et Otto Preminger
- 1945 : Ziegfeld Follies film à sketches, segment Number Please de Robert Lewis
- 1946 : Le Château du dragon (Dragonwyck) de Joseph L. Mankiewicz
- 1946 : Féerie à Mexico (Holiday in Mexico) de George Sidney
- 1947 : Rose d'Irlande (My Wild Irish Rose) de David Butler
- 1948 : Romance à Rio (Romance on the High Seas) de Michael Curtiz
- 1949 : My Dear Secretary de Charles Martin
- 1949 : Air Hostess de Lew Landers
- 1954 : Une étoile est née (A Star is born) de George Cukor
- 1954 : Noël blanc (White Christmas) de Michael Curtiz
- 1962 : Marilyn Monroe : Les Derniers Jours (Something's Got to Give) de George Cukor
- 1962 : La Plus Belle Fille du monde (Billy Rose's Jumbo) de Charles Walters
- 1963 : Quatre du Texas (Four for Texas) de Robert Aldrich
- 1964 : My Fair Lady de George Cukor
- 1966 : La Poursuite impitoyable (The Chase) d'Arthur Penn
- 1968 : Le Baiser papillon (I love you, Alice B. Toklas) d'Hy Averback
- 1969 : Le Plus Grand des Hold-up (The Great Bank Robbery) d'Hy Averback
- 1970 : Trois Réservistes en java (Suppose They Gave a War and Nobody Came?) d'Hy Averback
- 1970 : Myra Breckinridge de Michael Sarne
- 1971 : Tueur malgré lui (Support Your Gunfighter) de Burt Kennedy
- 1979 : Le Lycée des cancres (Rock'n'roll High School), d'Allan Arkush

### À la télévision
(séries, sauf mention contraire)
- 1960 : Sugarfoot
  - Saison 4, épisode 4 Welcome Enemy
- 1961 : Cheyenne
  - Saison 5, épisode 6 Incident at Dawson Flats
- 1961 : Rawhide
  - Saison 3, épisode 29 Incident of the Night on the Town
- 1962 : Something for a Lonely Man, téléfilm de Don Taylor
- 1963 : Denis la petite peste (Dennis the Menace)
  - Saison 4, épisode 37 A Man Among Men de Charles Barton
- 1965 : L'Homme à la Rolls (Burke's Law), première série
  - Saison 2, épisode 23 Who killed the Thirteenth Clown ? de Jerry Hopper
- 1967 : Batman
  - Saison 2, épisode 55 La Veuve noire frappe encore (Black Widow strikes again) d'Oscar Rudolph
- 1972 : Hawaï police d'État (Hawaii Five-0)
  - Saison 5, épisode 13 Escroquerie en famille (I'm a Family Crook - Don't Shoot !)